# باشگاه فوتبال اتلتیکو یوونتوس
باشگاه فوتبال اتلتیکو یوونتوس (به پرتغالی: Clube Atlético Juventus) که معمولاً با نام یوونتوس دِ سئارا یا به اختصار یوونتوس شناخته می‌شود، یک باشگاه فوتبال برزیلی در سیرا، سانتا کاتارینا است.

## تاریخچه
یوونتوس که در ابتدا فقط روی رده‌های سنی جوانان تمرکز داشت، در اواخر سال ۲۰۱۳، پیش از مسابقات قهرمانی کاتارنیننز سری سی سال بعد، یک تیم بزرگسالان تأسیس کرد. این باشگاه بدون شکست جام را بالای سر برد و رودریگو گرال، آقای گل این مسابقات شد.
یوونتوس که به سری بی صعود کرده بود، این مسابقات را در جایگاه چهارم به پایان رساند و جونیور براندائو را به‌عنوان بهترین گلزن مسابقات در اختیار داشت. در ۱۶ نوامبر ۲۰۱۵، این باشگاه به دلیل مشکلات مالی از مسابقات سال بعد کناره‌گیری کرد و فقط به کار با رده‌های سنی جوانان بازگشت.